# Tywyn
Tywyn est une ville et une communauté du Gwynedd, au pays de Galles.

## Géographie
Tywyn est située dans le sud-ouest du Gwynedd, sur le littoral de la baie de Cardigan, un peu au nord de l'estuaire de la Dyfi (en) qui marque la frontière avec le Ceredigion.
La gare de Tywyn (en) constitue le terminus occidental du chemin de fer de Talyllyn, un chemin de fer touristique d'une douzaine de kilomètres qui s'enfonce dans les terres jusqu'à Nant Gwernol, près du village d'Abergynolwyn (en).

## Démographie
Au recensement de 2011, la communauté de Tywyn comptait 3 264 habitants.